# Mordellistena metcalfi
Mordellistena metcalfi es una especie de coleóptero de la familia Mordellidae.

## Distribución geográfica
Habita en Surinam.